# Andong jjimdak
Andong-jjimdak (tiếng Hàn: 안동찜닭) là một món jjim (món ăn hấp hoặc luộc của Hàn Quốc) có nguồn gốc từ thành phố Andong, tỉnh Kyungsangbuk-do. Nguyên liệu chính là thịt gà, các loại rau khác nhau được ướp với nước sốt ganjang (nước tương Hàn Quốc). Cái tên Andong-jjimdak có nghĩa đen là "gà hấp Andong".

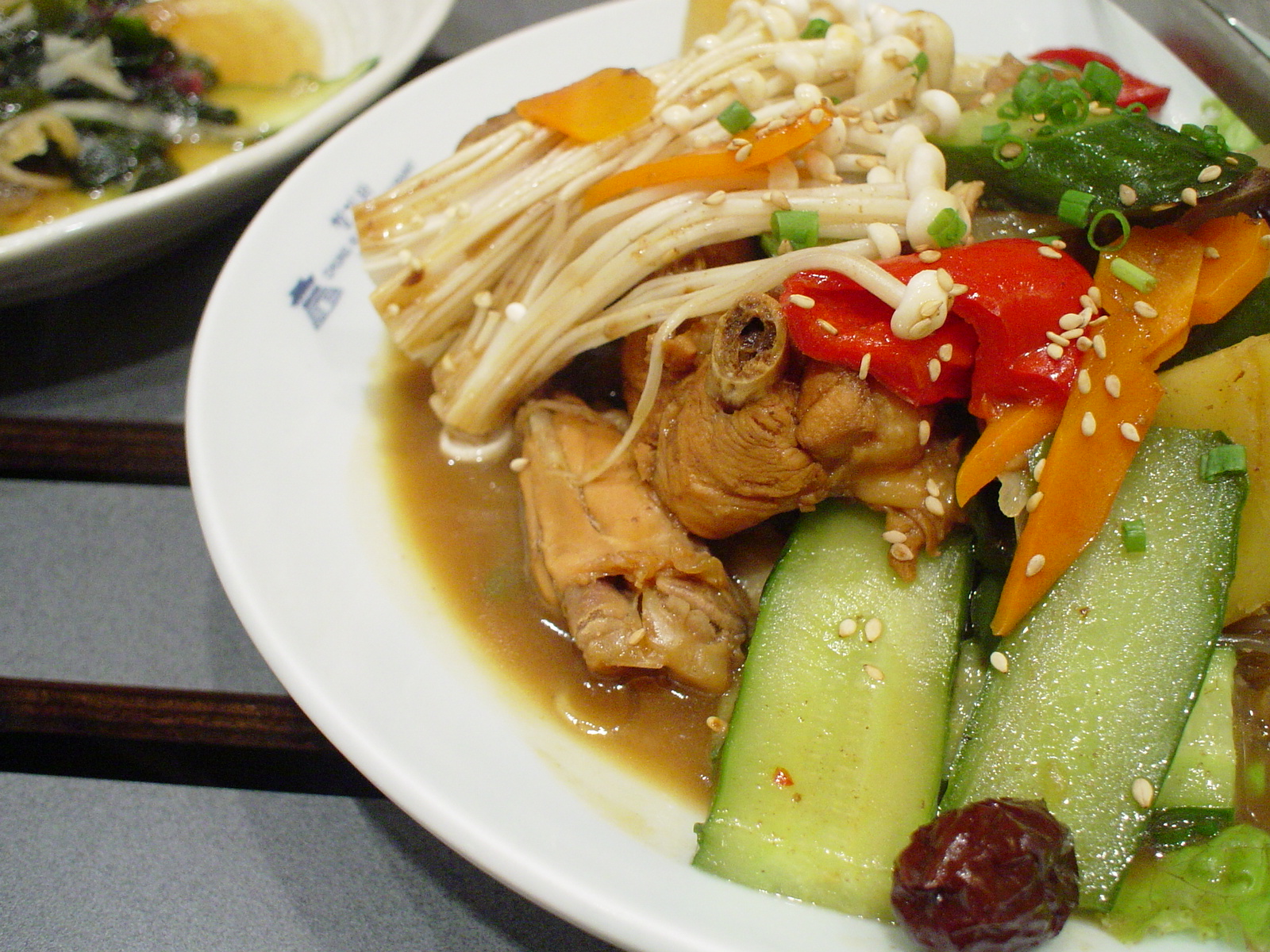
Một đĩa Andong-jjimdak